# Sienai Egyetem
A Sienai Egyetem, olaszul: Università degli Studi di Siena (UniSi) olasz állami egyetem, amelyet 1240-ben alapítottak az Orvosi és Jogi Iskolával. A világ egyik legrégebbi egyeteme.
Székhelye Sienában, a kihelyezett tagozatok Arezzóban, Grossetóban és San Giovanni Valdarnóban találhatók. Az egyetem 1990-ben ünnepelte tudományos tevékenységének 750. évfordulóját.

## Története

### Alapítása
A 11. századi püspöki iskola létezése dokumentált, amely egészen a 13. század első évtizedéig működött, de az első hír egy igazi Studium létrehozásáról 1240-ből származik: Ildebrandino Cacciaconti podestà rendeletéből, amely arra kötelezte mindazokat, akik diákszállást adtak bérbe, hogy fizessenek adót az önkormányzatnak, amelyből finanszírozni lehet az iskolát. A „Studio Senese” professzoraitól értesülünk az önkormányzat által finanszírozott, nyelvtani, jogi és orvosi iskolákból álló „tartományi” tanintézmény létezéséről. Pietro Ispano, aki 1276-ban XXI. János pápa lett, azokban az években, 1245 és 1250 között itt tanított az orvosi szakon. Az 1246-ban Sienában is megalakult Studium, a II. Frigyes német-római császár által finanszírozott főiskola azzal a céllal jött létre, hogy ellensúlyozza a Bolognai Egyetem egyeduralmát a felsőoktatás területén. 1252. november 29-én IV. Ince pápa adómentességet adott a sienai tanároknak és tanulóknak a Vestra ferventer kiváltsággal. A 13. század második felében itt tanító jogtudósok közül megemlíthető Benincasa da Laterina, Pepo Salvani és Giacomo Pagliaresi.

### A 14–16. századtól
1321-ben a bolognai egyetem hallgatói és a város polgármestere közötti heves vita miatt Siena számos professzort és diákot átvett, akik elhagyták a bolognai egyetemet, részben Guglielmo Tolomei helyi jogtanár kezdeményezésére.
Az 1357. augusztus 16-án IV. Károly német-római császár által Prágában kiadott oklevélben Studium Generale néven ismerte el a sienai Studiumot, és oltalma alá helyezte, elismerve a Német-római Birodalom egyetemeként.
1408. május 7-én XII. Gergely pápa megerősítette a Studium Generale császár által fél évszázaddal korábban biztosított kiváltságait, kihirdetve nyolc, Luccából Sienába küldött bullát, amelyek között volt az In Apostolicae Sedis specula, amellyel a teológiai Studiumot is megalapította. a tanároknak és a sienai diákoknak ugyanazokat a kiváltságokat biztosították, mint bolognai és párizsi kollégáiknak, valamint megszervezték a „Casa della Sapienza” néven ismert kollégium megalapítását, amely a „helyszínen kívüli” hallgatók elhelyezésére szolgált, az egykori Domus Misericordiae helyiségeiben, amely Európa minden részéből vonzotta a tanulókat. 1416-ban fogadta az első vendégeket, ötven firenzei forintért.
A 14. században Sienában tanító professzorok közül megemlítendő Federico Petrucci, Paolo Liazari, Cino da Pistoia, Andrea Ciaffi, Neri Pagliaresi, Pietro Ancharano, Baldo degli Ubaldi és Tommaso Corsini jogász; Ugo Benci, Gentile da Foligno, Dino del Garbo és Riccardo da Parma orvos; Nofrio és Pietro d'Ovile grammatikus, a matematikus Guido Bonatti és az asztrológus/csillagász Cecco d'Ascoli. A 15. században a Panormitanóként ismert Niccolò Tedeschi, Francesco Accolti, Filippo Decio és az idősebb Mariano Socini jogász tűnt ki; Jacopo da Forlì és Alessandro Sermoneta az orvostudományban; a teológus Francesco della Rovere (a későbbi IV. Szixtusz pápa), a humanista Agostino Dati és Francesco Filelfo az irodalomban volt kiváló. A hallgatók között volt Giovanni Marrasio, Antonio Beccadelli – aki a Panormita néven ismert – és Enea Silvio Piccolomini, a későbbi II. Piusz pápa.
A 16. század a hanyatlás időszakának kezdetét jelentette a városban, de a Studio egyike volt azon kevés fejlesztési és innovációs központoknak, amelyek még mindig aktívak maradtak a városban, amelyek aktuális újításokat és ötleteket tudtak tanácsolni Sienának. Még azután is, hogy a város 1555. április 21-én a firenzeiek kezére került, egy hosszú és kimerítő ostrom, valamint a Pisai Egyetemmel való versengése után, amely a Mediciek akaratából a Toszkánai Nagyhercegség referenciaegyetemévé vált, a városnak sikerült megtartania egyetemét. 1569-ben új bizottságot hoztak létre, amely a Balia tagjaiból állt, és elfogadták a sienai német tudósok számos nemzedékének alapszabályát. Ezt követően versenyeket hirdettek a professzori posztokért, és 1591-ben új jogköröket ruháztak a Studium rektorára, akit a hallgatók, de a legfelsőbb városi magisztrátusok is választottak. A 16. században kimagasló professzorok közül emlékezhetünk Claudio Tolomei jogászra, valamint Eurialo da Ascoli és Jacopo Griffoli humanistákra.

### A 17. századtól napjainkig

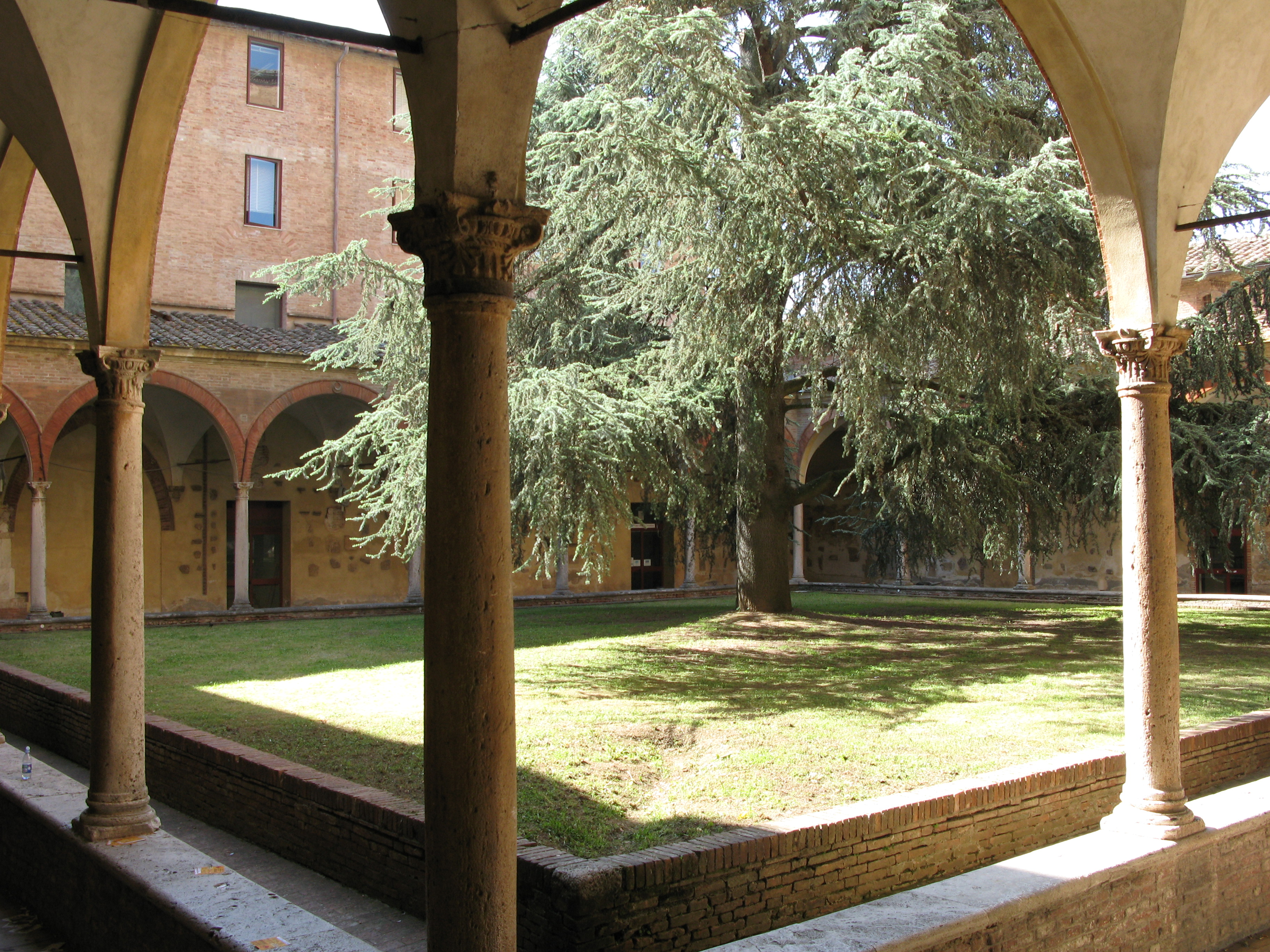
A San Francesco-komplexum kolostora, a Politikai Gazdasági és Statisztikai Tanszék, valamint az Üzleti és Jogi Tanulmányok Tanszékének otthona

Annak ellenére, hogy igyekeztek Sienát és egyetemét kihozni a válságból, a tanulók száma továbbra is fokozatosan csökkent. A 17. századi professzorok közül megemlíthető Silvio Spannocchi és Francesco Accarigi jogász; a tudományos kurzusokon emlékezhetünk Francesco Pifferire, Teofilo Gallaccini matematikusra, Pirro Maria Gabrielli botanikusra, aki Sienában megalapította az Accademia dei Fisiocriticit, Michelangelo Morira és Ottavio Neruccira, valamint Candido Pistoira és Domenico Bobartalonira, továbbá Bartalonira, a sienai botanikus kert igazgatójára. Az egyháztörténelem első professzora Domenico Valentini volt (1743), az erkölcsteológia és a szentírások tanszéke pedig 1775 és 1777 között alakult meg.
A Habsburg–Lotaringiai-ház megjelenésével I. Lipót új szervezetet adott a sienai egyetemnek, és megnőtt a tanszékek száma is. A korszak tanárai közül megemlíthető Francesco Antonio Mori jogász, Alberto Rinieri de' Rocchi a politikai gazdaságtan professzora, Giacomo Barzellotti orvos és Luigi de Angelis, aki 1803 óta a teológia professzora, a sienai művészetről szóló esszék szerzője
1808-ban, a francia invázió kővetkeztében a Sienai Studiót bezárták, hogy a restauráció után újra megnyíljon. 1848-ban a sienai diákok demonstrálták hazaszeretetüket, és nagy számban vettek részt a curtatonei és a montanarai csatában, a hallgatók és professzorok által megalakított „Egyetemi Gárda Társasága” tagjakánt. Ezen forradalmi megmozdulások arra késztették Toszkána nagyhercegét, hogy bezárja az orvosi egyetemet, csak a jogtudományit és a teológiait hagyja meg.
Az egyetem csak 1859-ben vett újra lendületet, és az alapszabály módosításával híressé tette a gyógyszerészi és szülészeti iskolát, az orvosi egyetemet, a Santa Maria della Scalát egyetemi kórházzá alakítva. 1880-ban a jogi kar megalapította a „Jogász Kört”.
A megújult tevékenység ellenére 1892-ben Ferdinando Martini akkori közoktatási miniszter javasolta a sienai egyetem bezárását. Az általános sztrájk és a városi intézmények indukálta népfelkelés arra kényszerítette a minisztert, hogy visszavonja a javaslatot.
A huszadik században fejlődött az egyetem, a két háború közötti négyszázról közel 20 000-re nőtt a hallgatók száma: a történelmi Orvosi és Sebészeti és Jogi karokhoz csatlakozott a gyógyszerész (1933), a matematikai tudományok, fizikai és természettudomány (1962), közgazdaságtan (1966), Arezzo levelei és filozófiája (Magisterium néven született, 1969), Levelek és filozófia (1970), Mérnöktudomány (1992) és Politikatudomány (1997).

## Felépítése

### Központi épület

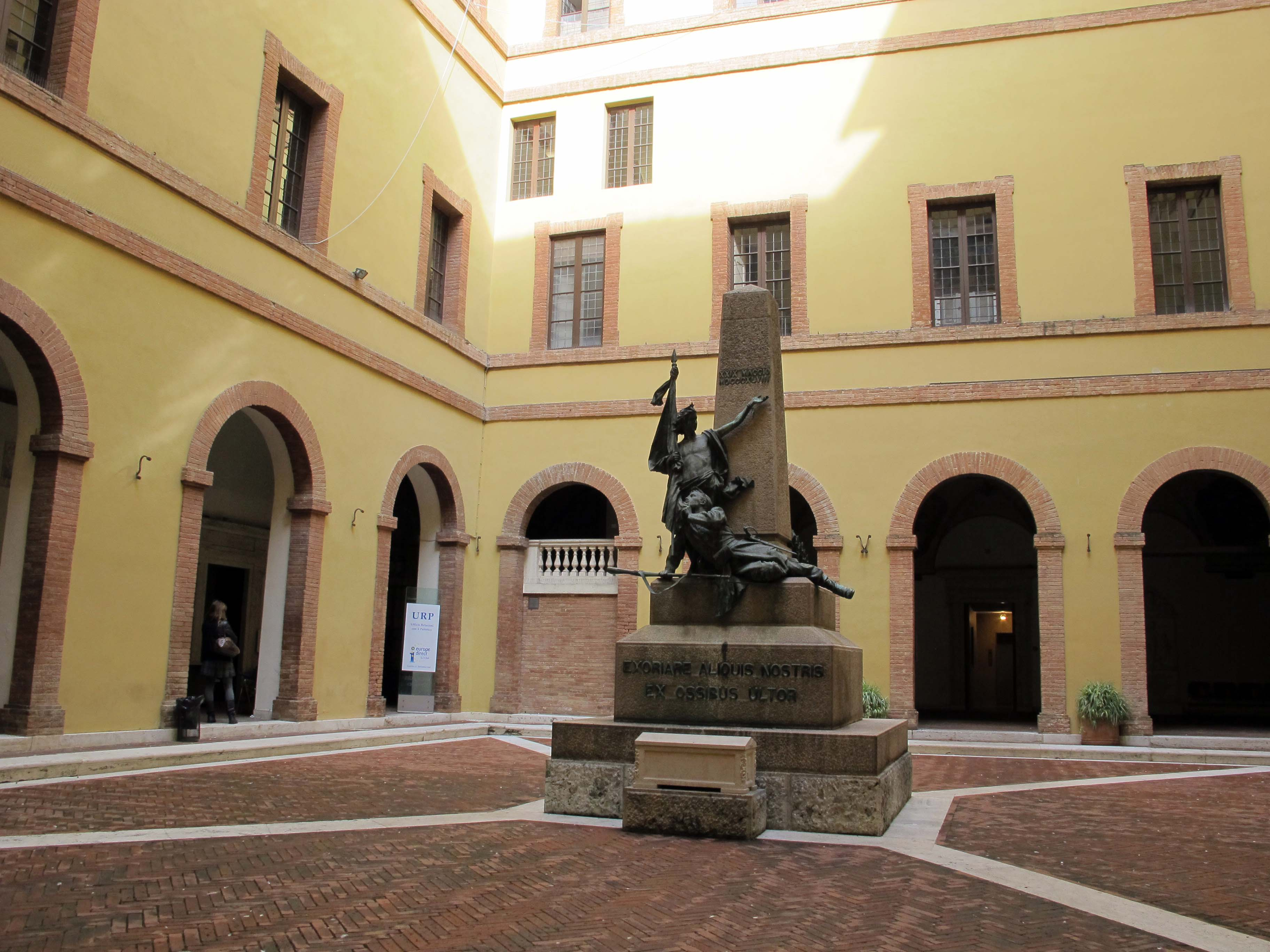
Az egyetem udvara

Az egyetem székhelye az egykori San Vigilio-kolostor helyiségeiben található, Banchi di Soótoban, a Via San Vigilio sarkán. A székhely eredeti magjában a 11. és 12. századig nyúlik vissza, majd a 16. században újjáépítették, és 1891-ben Giuseppe Partini restaurálta.
Az épület közepén lévő oszlopos udvarban található a curtatonei csatában (1848. május 29.) elesett diákok emlékműve, Raffaello Romanelli bronz szoborcsoportja, valamint Guglielmo di Ciliano és Niccolò Aringhieri sírja a San Domenico-templomból, két emlékmű tizenkilencedik századi összeállításával készültek, amelyek közül az egyik Goro di Gregorio munkája (1325 körül); Giulio Bianchi Bandinellinek, a sienai „majornak” is van egy emlékműve Pietro Teneranitól.

### Tanszékek

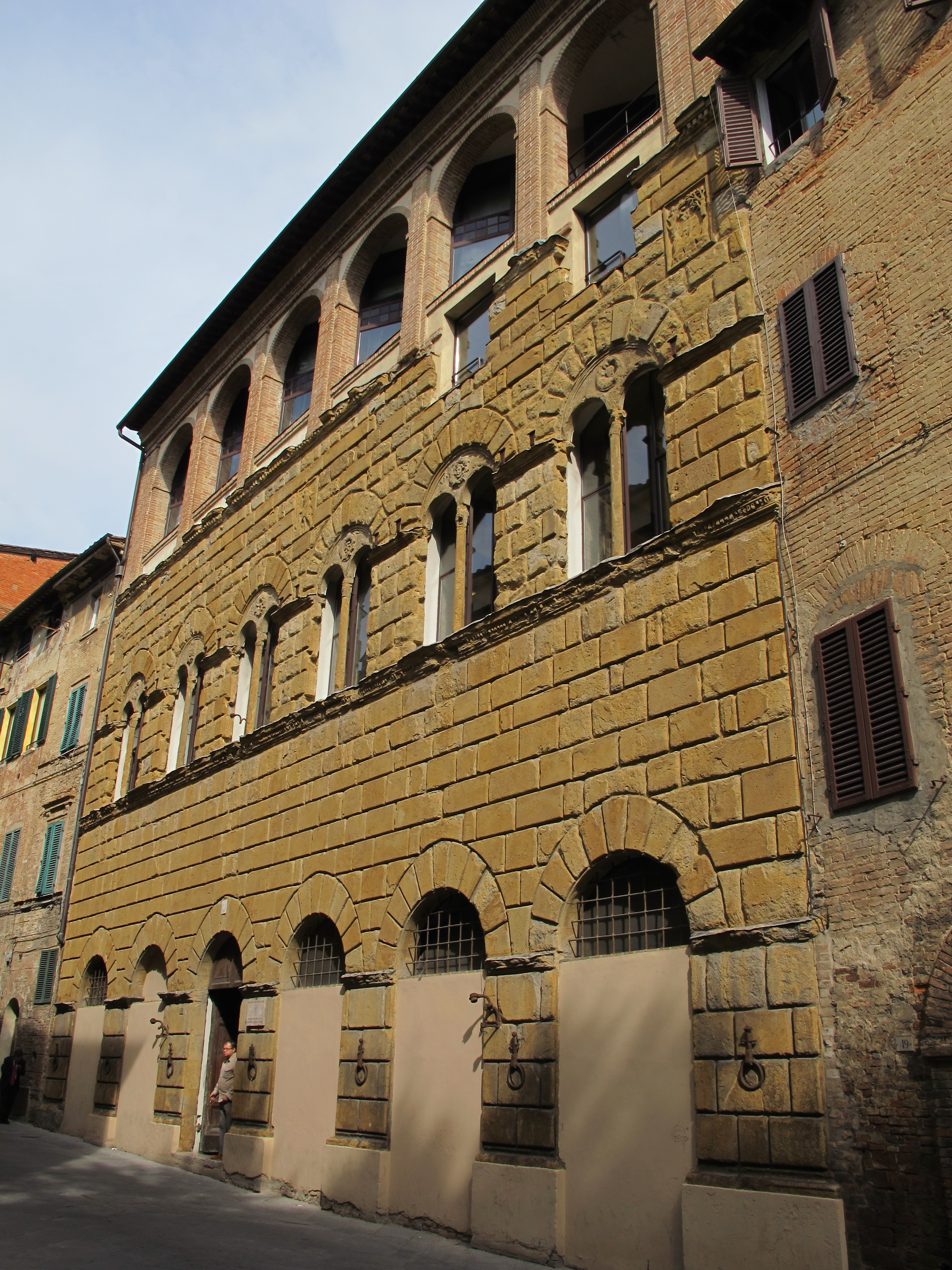
A Palazzo San Galgano, a Történeti Tudományok és Kulturális Örökség tanszékének otthona

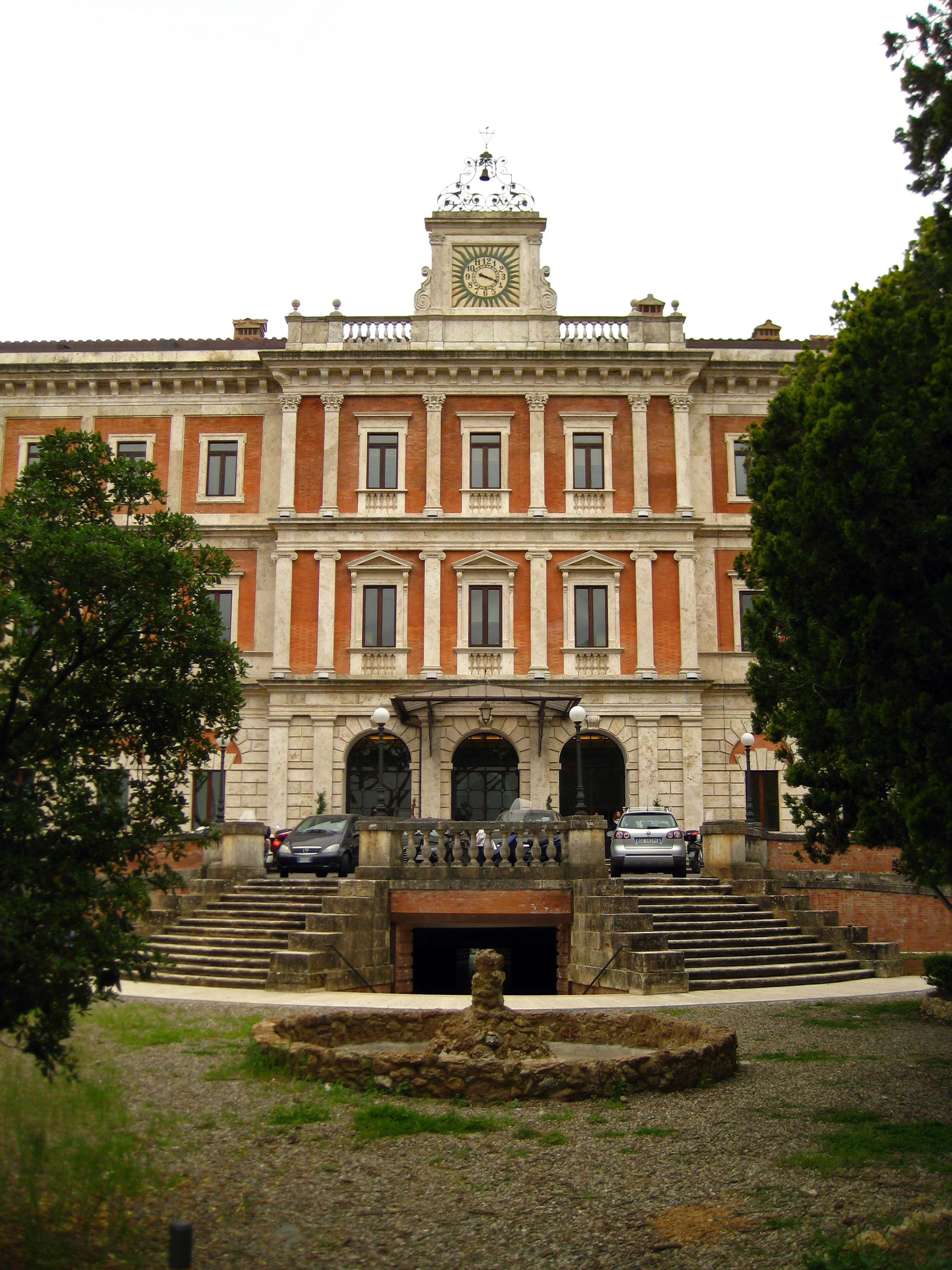
A San Niccolò, négy tanszék otthona

Az egyetem a következő tanszékekre tagolódik:
- Biotechnológia, kémia és gyógyszerészet
- Orvosi biotechnológia
- Politikai gazdaságtan és statisztika
- Az ókori és modern irodalmak filológiája és kritikája
- Jogtudományi
- Informatikai mérnöki és matematikai tudományok
- Molekuláris és fejlesztő gyógyászat
- Fizikai, Föld- és környezettudományok
- Orvosi, sebészeti és idegtudományok
- Politika- és nemzetközi tudományok
- Társadalom-, politika- és kognitív tudományok
- Történelmi és kulturális örökségtudományok
- Élettudományok
- Üzleti és jogi tanulmányok

### A Szent Klára Doktori Iskola
A Santa Chiara továbbképző az egyetem 2004-ben alapított intézménye a kutató doktori fokozatok számára, és két főépülettel rendelkezik: a „Santa Chiara doktori iskola” és az „egyesített konzervatóriumok”, mindkettő Siena történelmi központjában található. A létesítmények rövid-hosszabb ideig fogadhatnak hallgatókat, fiatal doktoranduszokat és tanárokat. A Santa Chiara-iskola újrakezdi az 1408-ban alapított történelmi Domus Sapientiae, a Bölcsesség Háza tevékenységét. A Domus Sapientiae-t, amely évszázadokon át fogadott nem sienai diákokat, és különösen külföldieket, a XIX. században megszűnt.

### Egyetemi központok
Az egyetem aktiválta az egyetemi központokat és decentralizált fiókokat: az Aretino Egyetemi Központot és a Grossetano Egyetemi Központot. A Sienai Egyetem Geotechnológiai Központja (CGT) San Giovanni Valdarnóban (AR) található, ahol kutatási tevékenység folyik a Földtudományokban alkalmazott technológiák területén. A Geotechnológia szak és az Alkalmazott Geológia Szakképzés oktatási tevékenysége is a CGT-ben történik.

### Könyvtári rendszer
A Sienai Egyetem könyvtárai az Egyetemi Könyvtári Rendszerbe szerveződnek, amelyet 2013 óta a Koordinációs Osztály koordinál, az alábbi szakterületenként csoportosítva:
- Bölcsészettudományi Könyvtár, két helyen: Sienában[13] és Arezzóban[14]
- A Tudományos Technológiai Terület könyvtára, két helyszínen: Sede San Niccolò és Sede del Laterino.
- Gazdasági Területi Könyvtár
- Jogi és politikai terület könyvtára („Jogi kör”)
- A Medical Pharmaco Biological Area könyvtára három helyen található: Medicina Le Scotte,[15] Medicina San Miniato, Farmacia San Miniato.

### Múzeumi rendszer
A 2007 novemberében létrehozott és 2012-ben hivatalossá tett Egyetemi Múzeumi Rendszer (SIMUS) a SIMUS Egyetemi Szolgáltató Központ által koordinált struktúrák és szolgáltatások összehangolt rendszerét alkotja. Célja a tulajdonában lévő vagyon összegyűjtése, védelme, gyarapítása, osztályozása, valorizálása, tanulmányozása és a nyilvánosság elé tárása.
A Simus nyolc múzeumba szerveződik:
- Egyetemi archívum és történeti út
- Fizikai eszközök gyűjteménye
- Őstörténeti, klasszikus régészeti és középkori régészeti gyűjtemények
- „Leonetto Comparini” Anatómiai Múzeum
- Botanikai Múzeum: Botanikus Kert és Herbárium
- Földtudományi Múzeum
- Orvosi Műszerek Múzeuma
- Csillagászati Obszervatórium

## Rádió
A „Facoltà di Frequenza” a Sienai Egyetemen belül született 1998-ban, az egyetem hivatalos rádiója és az első olasz egyetemi rádió. Siena városrészében adták az FM 99,4 MHz-en, és közvetlenül a rádió weboldaláról streamelhető volt a weben. 2009-ben leállította a sugárzását, és 2010 óta egy másik "uRadio" nevű állomás működik, amely a Santa Chiara Labon belül található.

## A bizottság első tagjai
- Armando Sforzolini a Gubbióból
- Georg Fugger (Giorgio Fuccaro vagy Fuccari) (1593–17. század)

## Felügyelők
- Guido Savini (1777–1779)
- Ansano Luti (1779–1807)
- Daniele Berlinghieri (1815–1827)
- Giovanni Piccolomini (1827–1839)
- Giulio Puccioni (1841–1849)
- Stanislao Grottanelli (1849–1851)
- Francesco Antonio Mori (1851–1859)

## Rektorok
- Tommaso Pendola (1860–1865)
- Pietro Burresi (1865–1878)
- Giovanni Campani (1878–1879)
- Francesco Banchi (1879–1880)
- Giovanni Campani (1880–1888)
- Muzio Pampaloni (1888–1890)
- Attilio Tassi (1890–1892)
- Domenico Barduzzi (1892–1896)
- Luigi Moriani (1896–1898)
- Domenico Barduzzi (1898–1900)
- Pietro Rossi (1900–1902)
- Domenico Barduzzi (1902–1904)
- Luigi Moriani (1905–1906)
- Domenico Barduzzi (1906–1908)
- Filippo Virgili (1908–1910)
- Domenico Barduzzi (1910–1912)
- Pietro Rossi (1912–1914)
- Achille Sclavo (1914–1917)
- Mario Betti (1917–1919)
- Pietro Rossi (1919–1921)
- Onofrio Fragnito (1921–1924)
- Achille Sclavo (1924–1926)
- Gino Pollacci (1926–1927)
- Achille Sclavo (1927–1929)
- Bernardino Lunghetti (1929–1932)
- Giovanni Petragnani (1932–1935)
- Alessandro Raselli (1935–1939)
- Francesco Spirito (1939–1944)
- Giovanni Cicogna (1944)
- Mario Bracci (1944–1955)
- Giuseppe Bianchini (1955–1964)
- Giovanni Dòmini (1964–1970)
- Mauro Barni (1970–1979)
- Adalberto Grossi (1979–1984)
- Luigi Berlinguer (1985–1994)
- Piero Tosi (1994–2006)
- Silvano Focardi (2006–2010)
- Angelo Riccaboni (2010–2016)
- Francesco Frati (2016–2022)
- Roberto Di Pietra (2022-)

## Fordítás
- Ez a szócikk részben vagy egészben  az   Università degli Studi di Siena című olasz Wikipédia-szócikk ezen változatának fordításán alapul.  Az eredeti cikk szerkesztőit annak laptörténete sorolja fel. Ez a jelzés csupán a megfogalmazás eredetét és a szerzői jogokat jelzi, nem szolgál a cikkben szereplő információk forrásmegjelöléseként.

## Bibliográfia
- L'Università di Siena: 750 anni di storia. Milano: silvana (1991)
- Cenni storici sull'Università di Siena, sugli istituti scientifici e clinici e sulla fondazione di posti di studio. Siena: Tip. e lit. sordo-muti (1900. március 18.)
- Siena nella storia della medicina (1240–1555). Firenze: Olschki (1958)
- L'Università e le istituzioni culturali in Siena. Siena: Dalla R. Università di Siena (1935)
- Toscana. Guida d'Italia. Milano: Touring Club Italiano (2003). ISBN 88-365-2767-1